# Vincenzo Maltese Fauci
Vincenzo Maltese Fauci (Sciacca, 30 juni 1866 – ?) was een Italiaans componist en dirigent.

## Levensloop
Maltese Fauci studeerde muziek aan het Instituto di Agrigento en aan het Conservatorio di San Pietro a Majella di Napoli in Napels bij Pietro Platania, Nicola D'Arienzo, Paolo Serrao en Domenico Gatti. Verdere privéstudies maakte hij bij Carlo Pedrotti, Giorgio Miceli en Antonio Bazzini.
Hij was dirigent van verschillende banda's in Sicilië en andere Italiaanse provincies zoals van de Banda Musicale di Mussomeli,  Associazione Culturale "Alessandro Scarlatti" Cattolica Eraclea, Associazione Culturale Musicale "Gian Matteo Rinaldo" di Sambuca di Sicilia, Corpo Bandistico "M° Giuseppe Caruso" Novara di Sicilia, La Filharmonica di Sciacca, de banda van het istituto musicale "Umberto I" in Napels en van 1918 tot 1929 La banda "Lira Garibaldina" in Tunis. 
Maltese Fauci was lid van de Accademia dell'istituto musicale di Firenze. Als componist schreef hij werken voor harmonieorkest, hymnen, liederen, kamermuziek en dansen.

## Composities

### Werken voor banda (harmonieorkest)
- 1888 Sorridi Italia, mars
- 1889 Inno-marcia solenne del Montenegro, marshymne
- 1905 Touring for Ever
- 1906 Ars et Labor, triomfmars - gecomponeerd voor de opening van de Wereldtentoonstelling van 1906 in Milaan
- 1906 Civiltà e Progresso, openingsmars
- 1908 Desolazione!, Pensiero lugubre - ter nagedachtenis aan de slachtoffers van de enorme ramp van 28 december 1908
- 1913 L'Italia a Tripoli, mars
- Galleria Umberto I, mars
- Humanitas, mars
- Idillio, grote concertwals
- Inno della nuova Italia, hymne
- La Festa dello Statuto, mars
- La riconoscenza, mars
- Le viole, mazurka
- Maria, mazurka
- Pensiero melodico
- Serenata orientale
- Un fiore ed una lacrima, Pensiero - ter herinnering aan Carmelina Ida Orlando
- Vittoria, mars